# Joachim Kunzendorf
Joachim Kunzendorf (* 16. April 1943 oder 1944 in Königsberg, Deutsches Reich) ist ein deutscher Synchronregisseur, Dialogbuchautor und Synchronsprecher.

## Leben
Joachim Kunzendorf studierte von 1967 bis 1971 Theaterwissenschaft, Kunst- und Musikgeschichte und absolvierte ein Schauspielstudium. 1972 begann er seine Tätigkeit als Synchronregisseur bei der Berliner Synchron. Ab 1975 verfasste er auch Dialogbücher.
Anfang der 1980er Jahre gründete er seine eigene Firma, die „Magma Synchron GmbH“, deren Geschäftsführer er bis zur Insolvenz der Firma 1996 war. Für diese war er als Dialogbuchautor und Synchronregisseur bis zu deren Insolvenz tätig. Eine weitere Synchronfirma seinerseits war die K2 Productions Ltd., Berlin, die von 1996 bis 2003 existierte. Zudem war er auch für andere Synchronfirmen tätig, etwa bei der FFS Film- & Fernseh-Synchron GmbH oder für Studio Babelsberg Synchron GmbH. 
Seit 1989 kümmert er sich um den Nachwuchs und ist als Dozent am Institut für Schauspiel-, Film- und Fernsehberufe (iSFF) tätig. 2009 gründete er zusammen mit Katharina Koschny die Akademie für Professionelles Sprechen.
Als Synchronsprecher selbst agierte Kunzendorf nur selten. Meist übernahm er als Sprecher einige Nebenrollen in seinen von ihm bearbeiteten Filmen und Serien, sprach jedoch auch hin und wieder unter fremder Regie, unter anderem für Jeff Goldblum in California Split und Die Fliege oder im Musikfilm Grease als Doody.
Seit 1999 ist er auch als bildender Künstler aktiv. Seit 2015 ist er wieder als Dialogbuchautor tätig. In dieser Funktion schrieb er die Dialoge für Der dunkle Kristall von Netflix und die vierte Staffel 12 Monkeys für Amazon.

## Filmografie (Auswahl)
Synchronregisseur/Autor
- 1971: Harold und Maude (Harold and Maude) (Buch und Regie)
- 1973: American Graffiti (Regie)
- 1975: Der weiße Hai (Jaws) (Regie)
- 1978: Vorhof zum Paradies (Paradise Alley) (Buch und Regie)
- 1979: Alien – Das unheimliche Wesen aus einer fremden Welt (Alien) (Buch und Regie)
- 1982: Das letzte Einhorn (The Last Unicorn) (Regie)
- 1986: Aliens – Die Rückkehr (Aliens) (Buch und Regie)
- 1987: Mel Brooks’ Spaceballs (Spaceballs) (Buch und Regie)
- 1989: Der Club der toten Dichter (Dead Poets Society) (Buch und Regie)
- 1989: Glory (Regie)
- 1989: Batman (Buch und Regie)
- 1990: Zeit des Erwachens (Awakenings) (Buch und Regie)
- 1991: Barton Fink (Buch und Regie); erste Synchronfassung
- 1991: Die blonde Versuchung (The Marrying Man) (Buch und Regie)
- 1991: Boyz n the Hood – Jungs im Viertel (Boyz n the Hood) (Regie)
- 1992: Batmans Rückkehr (Batman Returns) (Buch und Regie)
- 1992: Weiße Jungs bringen’s nicht (White Men Can’t Jump) (Buch und Regie)
- 1993: Die Wiege der Sonne (Rising Sun) (Buch und Regie)
- 1993: Carlito’s Way (Buch und Regie)
- 1993: M. Butterfly (Buch und Regie)
- 1993: Die Akte (The Pelican Brief) (Buch und Regie)
- 1993: Spurlos (The Vanishing) (Buch und Regie)
- 1994: Die Verurteilten (The Shawshank Redemption) (Buch und Regie)
- 1994: Speed (Buch und Regie)
- 1995: Crimson Tide – In tiefster Gefahr (Crimson Tide) (Buch und Regie)
- 1995: Hackers – Im Netz des FBI (Hackers) (Buch und Regie)
- 1995: Outbreak – Lautlose Killer (Outbreak) (Buch und Regie)
- 1995: Sieben (Se7en) (Buch und Regie)
- 1996: Romeo + Julia (William Shakespeare’s Romeo + Juliet) (Buch und Regie)
- 1997: Mrs. Dalloway (Buch und Regie)
- 1997: Das fünfte Element (The Fifth Element) (Buch und Regie)
- 1999: Die neun Pforten (The Ninth Gate) (Buch und Regie)
- 1999: Balzac – Ein Leben voller Leidenschaft (Balzac) (Buch und Regie)
- 2001: Moulin Rouge (Buch und Regie)
- 2003: Das Mädchen mit dem Perlenohrring (Girl with a Pearl Earring) (Buch und Regie)
- 2005: Oliver Twist (Buch und Regie)
- 2007: Hannibal Rising – Wie alles begann (Hannibal Rising) (Buch und Regie)
- 2009: Black Dynamite (Buch und Regie)
- 2010: Die Männer, die ich liebte (Je vous aime) (Buch und Regie)
- 2015: Wölfe (Wolf Hall, Fernsehserie) (Buch, 3 Folgen)